# Leigh Gill
Leigh Gill est un acteur britannique. Il est surtout connu pour ses rôles dans Game of Thrones en 2016 et Joker en 2019.

## Biographie
Le père de Gill était dans l'armée britannique, il a donc beaucoup déménagé dans son enfance. Il apparaît dans trois épisodes de la série Game of Thrones (2016) et il joua Red dans le film Les Animaux fantastiques (2016). Il a travaillé aux côtés de Joaquin Phoenix dans le film Joker (2019) et sa suite Joker : Folie à deux. Il joua le rôle de One-Eyed Dwarf dans un épisode de The Witcher en 2019.

## Filmographie

### Cinéma
- 2016 : Les Animaux fantastiques : Red
- 2019 : Joker de Todd Phillips : Gary Puddles[2]
- 2019 : Il giorno più bello del mondo (it) d'Alessandro Siani : Orazio Bollè
- 2024 : Joker : Folie à deux (Joker: Folie à Deux) de Todd Phillips : Gary Puddles
- 2024 : Blitz de Steve McQueen : Mickey Davies

### Télévision
- 2016 : Game of Thrones : Bobono.
- 2019 : The Witcher : Temarian Miner